# Зграда пријатељства између Грчке и Босне и Херцеговине
Зграда пријатељства између Грчке и Босне и Херцеговине (колоковијално и Зграда Савјета Министара) је службени облакодер у Сарајеву у којем се налази сједиште Савјета министара. Често се погрешно назива зградом Парламента, која се налази у близини зграде пријатељства Грчке и БиХ.

## Историја
Земљиште на коме се налази зграда је припадало Српској православној цркви, да би 1941. од стране окупационих усташких власти СПЦ била забрањена, а након 1945. земљиште било национализовано од стране југословенских комунистичких власти. Процес за повратак национализоване имовине вјерских заједница се водио од осамдесетих година 20. вијека, и сва национализована имовина исламске заједнице је враћена власницима још за вријеме постојања Југославије, док Српска православна црква и даље води преговоре око повратка национализоване имовине.
Зграда је завршена 1974. године и у њему се налазило сједиште Извршног вијећа СР БиХ, па се због тога звала Зграда Извршног Вијећа. Своју функцију није мијењала све до гранатирања у мају 1992, на самом почетку рата у БиХ. Након завршетка рата зграда је разрушена и остала празна све до реконструкције која је почела 2006. године.

## Реконструкција
Влада Грчке је 2006. обезбиједила 80% средстава за реконструкцију. Коначна цијена пројекта је износила 17.057.316 евра. Реконструкција је завршена у току једне године, а зграда је отворена 23. јула 2007.